# Hibiscus genevii
Hibiscus genevii är en malvaväxtart som beskrevs av Boj.. Hibiscus genevii ingår i Hibiskussläktet som ingår i familjen malvaväxter. Inga underarter finns listade i Catalogue of Life.